# Cum grano salis
Cum grano salis („mit einem Korn Salz“) ist eine lateinische Redewendung. Der Ausdruck wird im Deutschen heute meist verwendet, um eine Aussage einzuschränken und darauf aufmerksam zu machen, dass das Gesagte möglicherweise nicht in jeder Hinsicht wörtlich zu nehmen ist, sondern in Teilen ungenau, übertrieben oder sarkastisch formuliert ist und daher nur mit Abstrichen ernst genommen werden soll. Seltener wird der Satz auch so verwendet, dass eine vorausgegangene Behauptung nicht in jeder Hinsicht wahr sein muss, aber doch „ein Körnchen“ Wahrheit enthält.
Cum grano salis geht vielleicht auf Plinius den Älteren zurück. Dieser schreibt, dass General Pompeius ein Mittel gegen Schlangengift gefunden habe, das aus verschiedenen Ingredienzien „unter Beigabe eines Salzkorns“ bestand („addito salis grano“).
Der Ausdruck „cum grano salis“ kann allerdings auch anders verstanden werden: Das lateinische Substantiv sal heißt auch „Witz“ oder „Verstand, Klugheit“, so dass in dieser Lesart angedeutet wird, der Leser oder Hörer solle die Mitteilung nicht ganz wörtlich auffassen, sondern „mit einem Körnchen Verstand“, also nicht völlig unkritisch, aufnehmen.

## Anwendungsbeispiele
- „Die Formel ‚unvereinbare Härte‘ ist freilich cum grano salis zu verstehen; so hat der BGH in einem Fall Verwirkung einer Betriebskosten-Nachforderung in Höhe von 754,98 Euro angenommen, ohne darzulegen, weshalb die Zahlung dieses Betrages für den Mieter eine unverhältnismäßige Härte darstellen soll (BGH WuM 2010, 36).“[4]
- „Der vorliegende Band enthält vorwiegend verwaltungsrechtliche Gesetze, während Band 6/1 primär das wirtschaftsstrafrechtliche Nebenstrafrecht behandelt. Cum grano salis kann man sagen: Band 5 ist grundsätzlich das ‚Sartorius‘-Nebenstrafrecht; Band 6/1 das ‚Schönfelder‘-Nebenstrafrecht.“[5]
- „Obwohl hyperthymische Psychopathen und chronisch Manische bzw. Cyclothyme in zahlreichen Wesenszügen übereinstimmen (siehe beiliegende Wesenstafel, die eine dialektische Herausarbeitung der Gegensätze anstrebt, und deren Einzelpunkte mitunter natürlich cum grano salis auszuwerten sind), besteht psychologisch zwischen ihnen ein einschneidender Wesensunterschied.“[6]
- „Das Wesen des Spieles ist Symbolisierung; es befriedigt mannigfaltigste Triebe und Interessen des Handelns wie des Empfindens durch Aktionen und an Objekten, die mit ihren realen Befriedigungen nur einen symbolischen, d. h. im Kopfe des Spielenden gestifteten Zusammenhang haben; so sind alle Gewinn- und Wettspiele Symbolisierungen des Kämpfens und des Wagens etc. Deshalb ist der Spieltrieb als besonderer Trieb nur cum grano salis und jedenfalls als Trieb zweiter Ordnung aufzufassen.“[7]
- „Unter dem Blickwinkel der Komposition bedeutet dieser Wandel cum grano salis die Einführung eines Dreieck- anstelle eines Rechteck-Schemas; unter ikonographischem Blickwinkel bedeutet er die Einführung eines neuen Themas, das schriftlich von solchen Autoren wie dem Pseudo-Bonaventura und der heiligen Brigitta formuliert werden sollte.“[8]